# Eurycercidae
Eurycercidae is een familie van kreeftachtigen uit de klasse van de Branchiopoda (blad- of kieuwpootkreeftjes).

## Geslacht
- Eurycercus Baird, 1843